# Захедан
Захеда́н (перс. ‎и белудж. زاهدان, МФА: [zɒːheˈd̪ɒːn]о файле) — город в Иране, административный центр провинции Систан и Белуджистан. Город расположен недалеко от границы между Ираном и Пакистаном, где проживает народ белуджей.

## География
Расположен на юго-востоке страны, вблизи границы с Пакистаном и Афганистаном (место пересечения границ трёх государств находится в 41 км к северу от города). Захедан находится в 1605 км к юго-востоку от столицы страны, города Тегеран, на высоте 1352 м над уровнем моря.
Климат — засушливый, с жарким летом и довольно прохладной зимой. Годовая норма осадков составляет всего около 80 мм; почти все они выпадают в период с декабря по апрель.

## Население
Население по данным на 2012 год составляет 640 031 человек; по данным переписи 2006 года оно насчитывало 552 706 человек. Основная этническая группа — белуджи, проживают также пуштуны, брагуи и другие народы.
| 1986    | 1991    | 1996    | 2006    | 2012    |
| ------- | ------- | ------- | ------- | ------- |
| 281 923 | 361 623 | 419 518 | 552 706 | 640 031 |

## Экономика
Основные отрасли экономики включают производство ковров, стройматериалов, керамики, циновок и корзин, а также пищевую и текстильную промышленности и другие.

## Образование
В городе расположен Университет Систана и Белуджистана, медицинский университет, а также несколько религиозных высших учебных заведений.

## Транспорт
Автомобильная дорога № 95 соединяет Захедан с городом Мешхед на севере и городом Чахбехар — на юге. Дорога № 84 соединяет его с Керманом на западе и пакистанским городом Кветта — на востоке. Город соединён железной дорогой (индийская колея) с системой железных дорог Пакистана. Недавнее строительство железной дороги Керман-Захедан (европейская колея) связало город с системой железных дорог Ирана. Официальное открытие новой железной дороги состоялось 19 июня 2009 года. Имеется международный аэропорт Захедан, принимающий рейсы из многих крупных городов Ирана, а также Дубая, Карачи и Кветты.

## Галерея

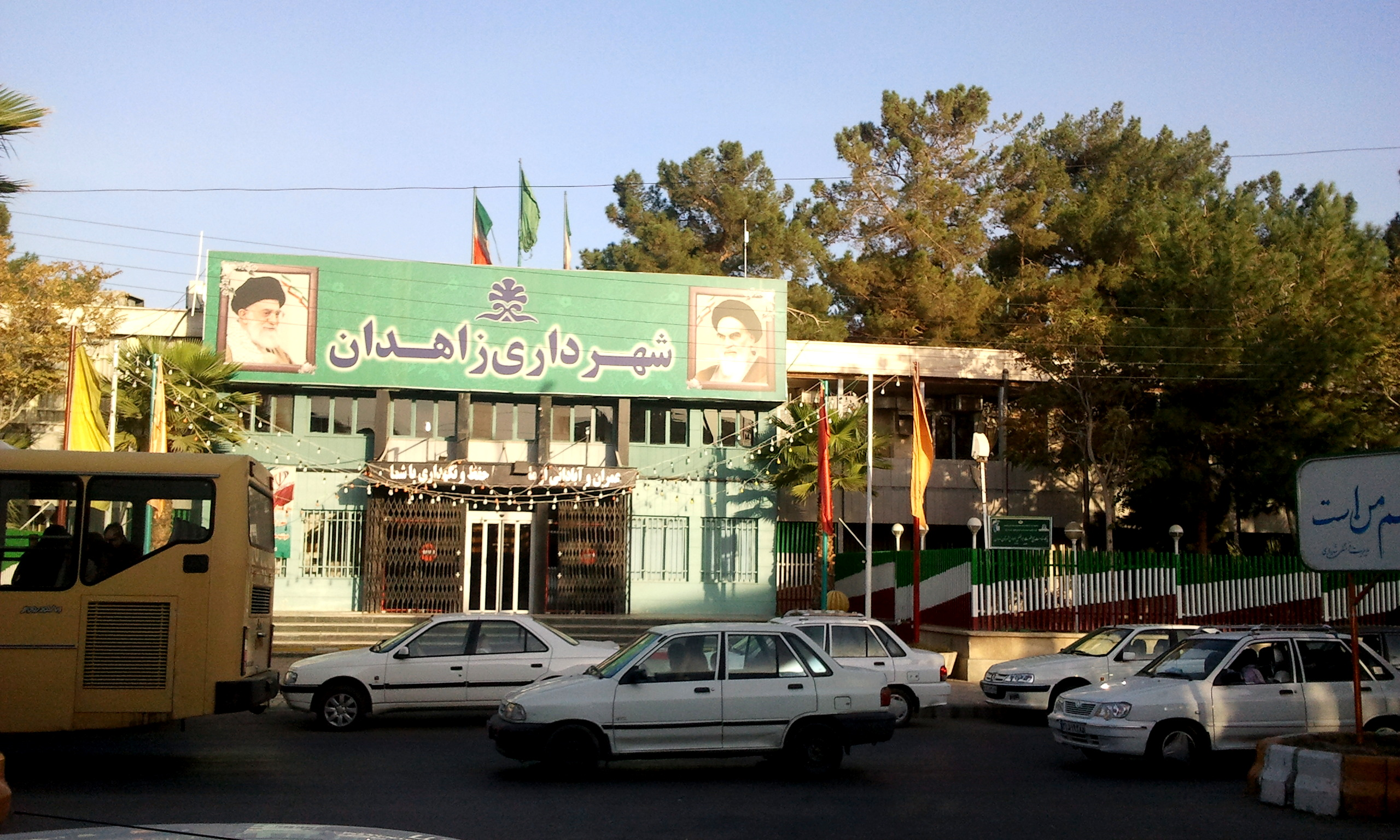
Муниципалитет Захедана
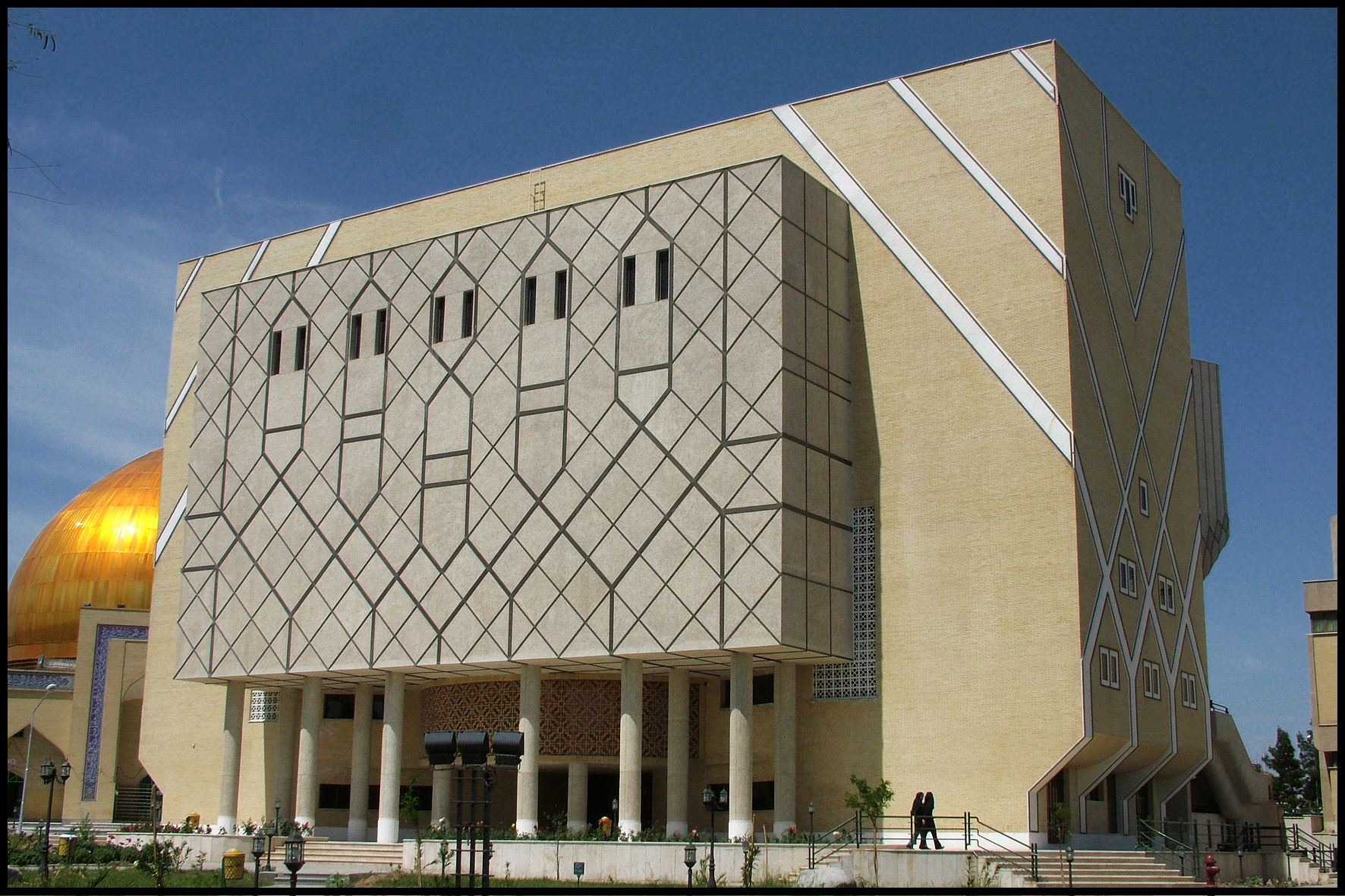
Университет Систана и Белуджистана
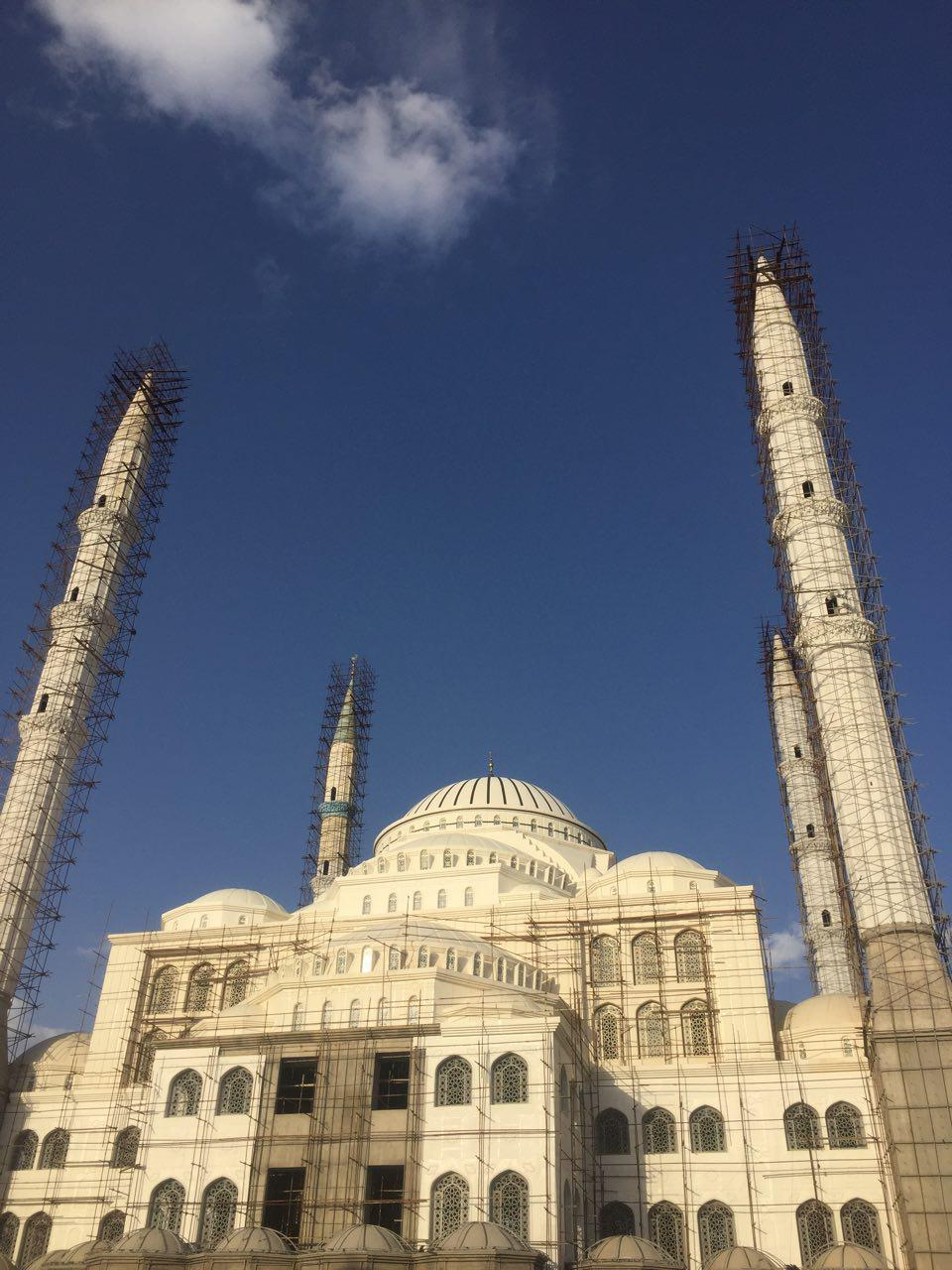
Мечеть Макки[англ.]
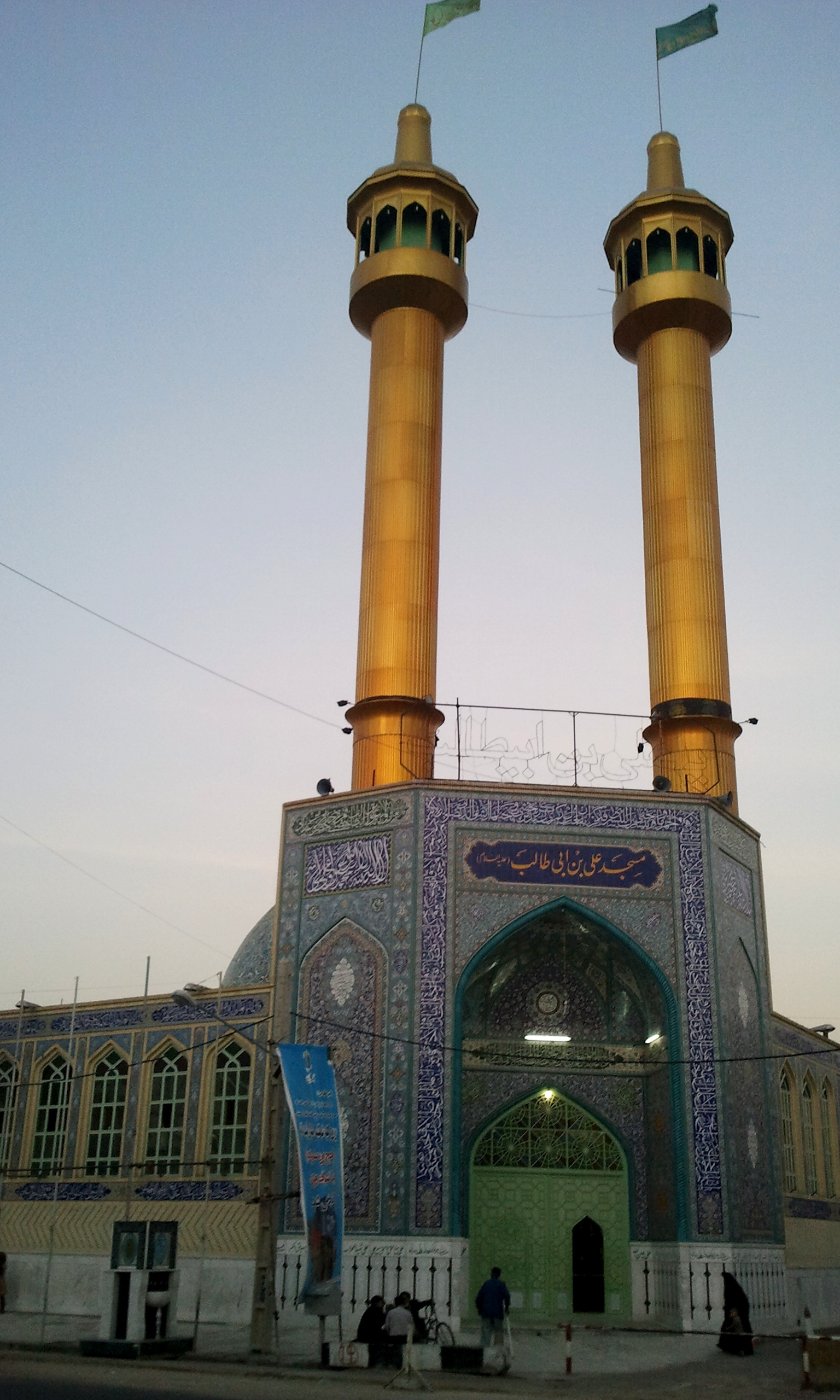
Мечеть Али ибн Аби Талиба
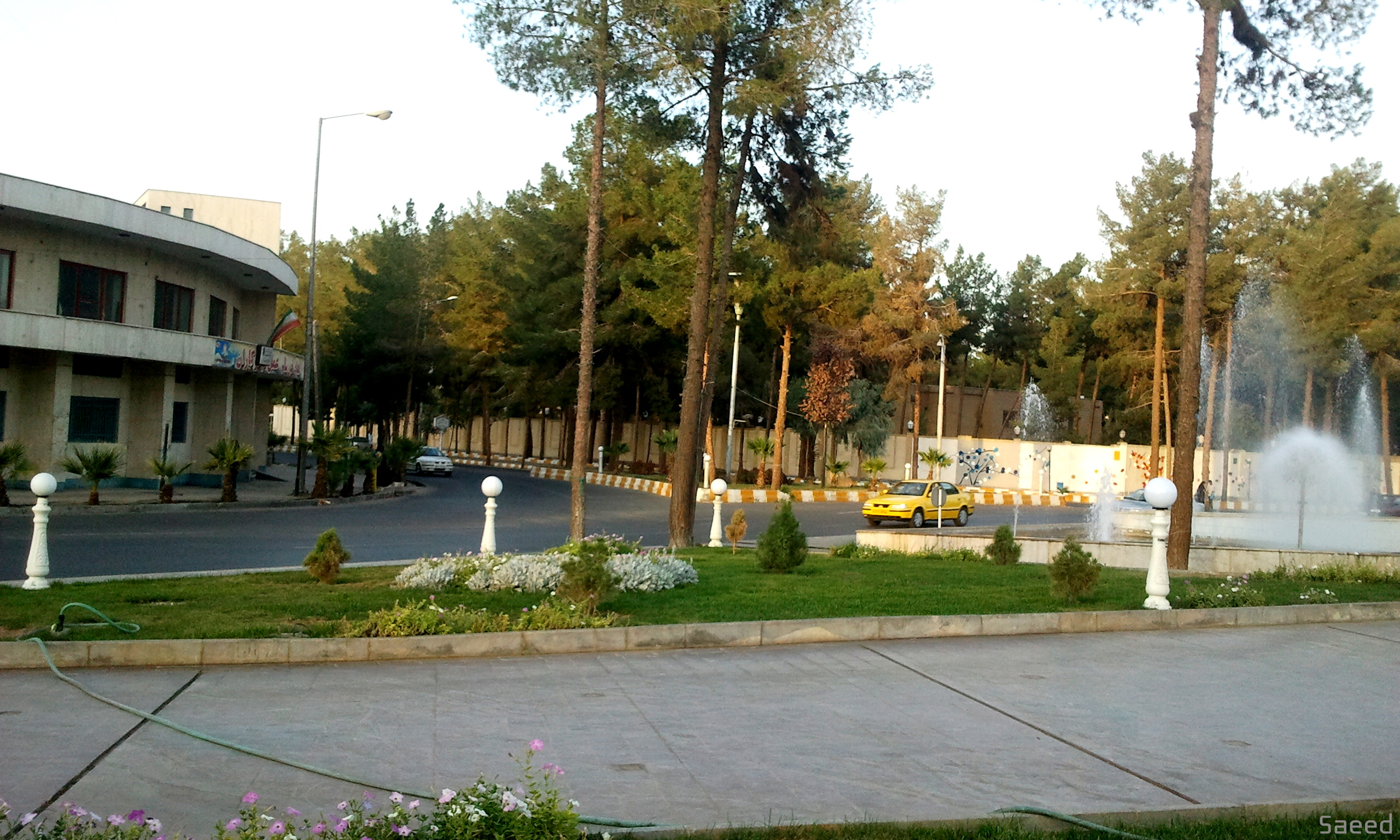
Одна из улиц города
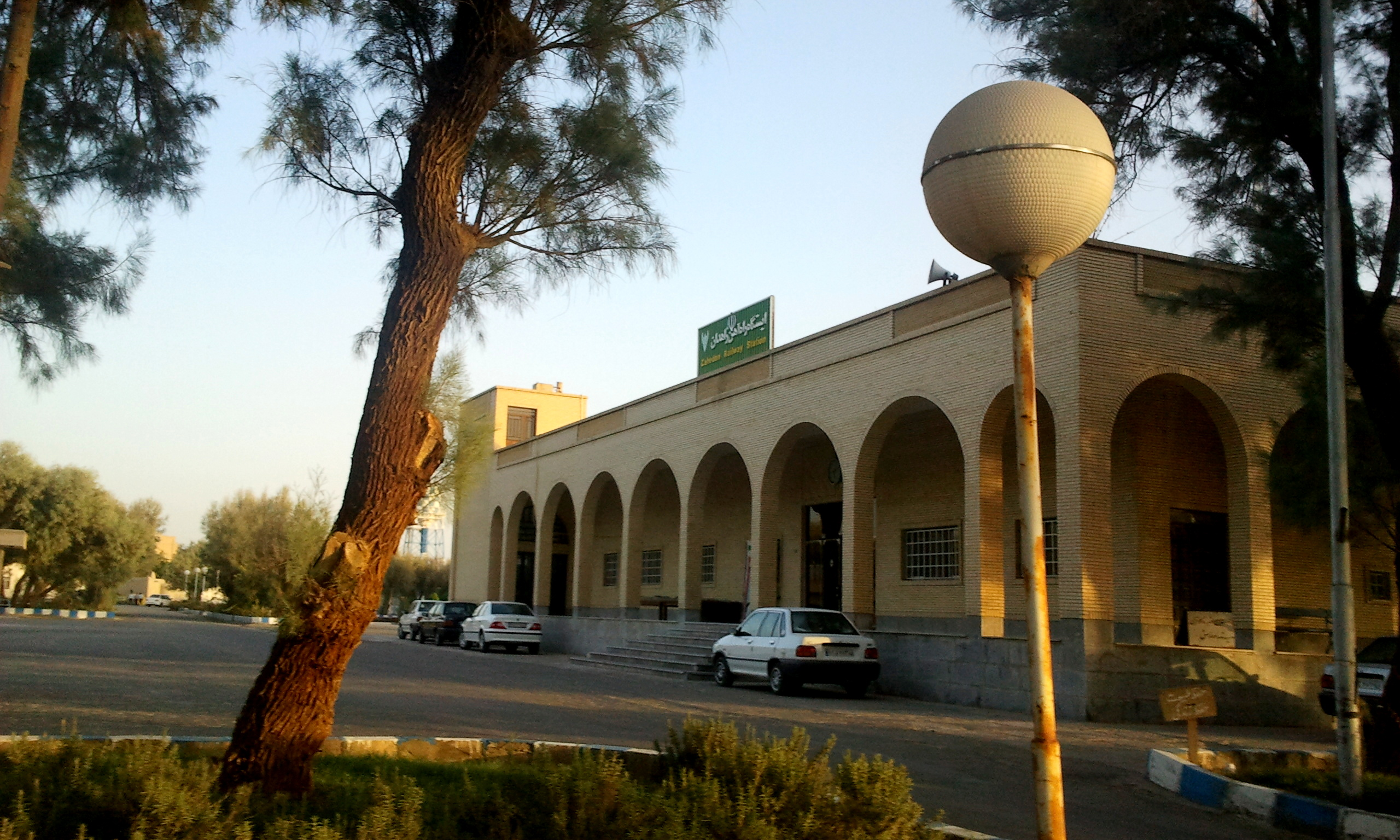
Железнодорожный вокзал Захедана[англ.]
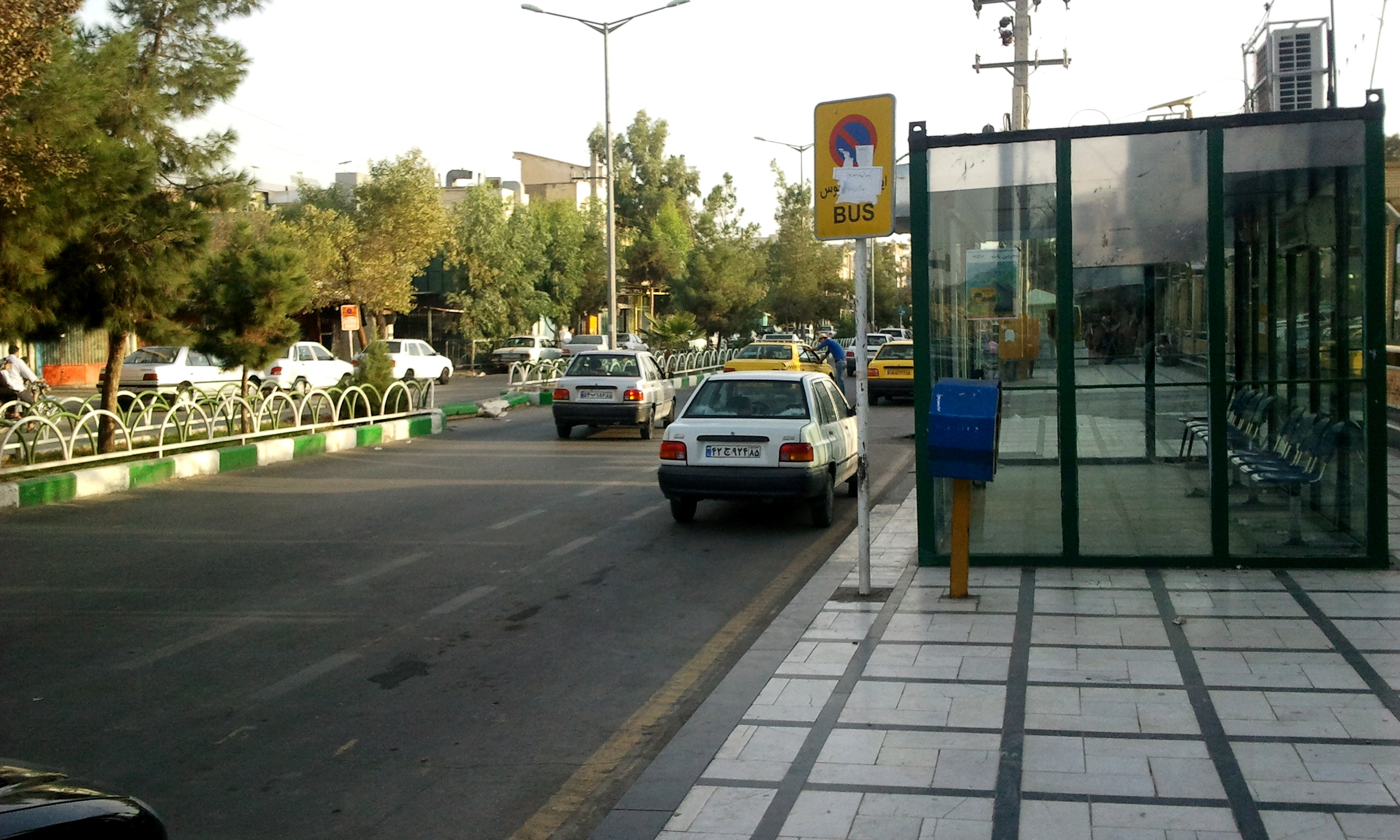
Одна из улиц города
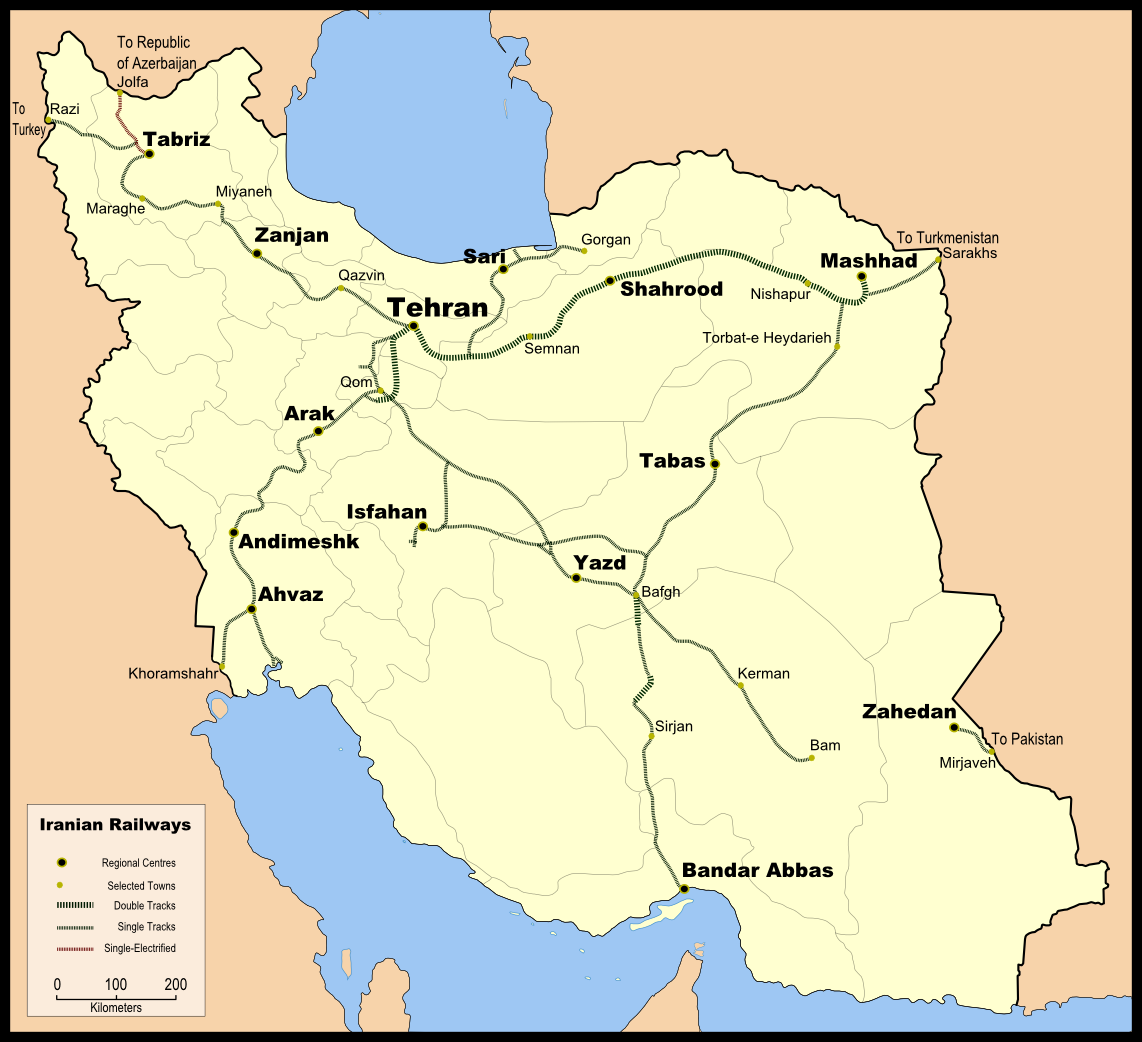
Существующая сеть железных дорог Ирана в 2015 году, железная дорога Захедан-Бам-Мирджаве уже готова к эксплуатации